# 串田・村松彗星
串田・村松彗星 (147P/Kushida–Muramatsu) とは、周期彗星の1つである。

## 概要
串田・村松彗星は、串田嘉男と村松修が1993年に発見した短周期彗星である。エンケ族彗星、および準ヒルダ群彗星に属する彗星である。
串田・村松彗星の2012年現在の軌道は、軌道長半径が5.70億km(3.807AU)、離心率が0.2775の楕円軌道を公転している。公転周期は7.43年で木星と3:2の軌道共鳴をしている。
串田・村松彗星の核の直径は450mであると推定されている。

## 木星との関係
串田・村松彗星は、先述のとおり木星との軌道共鳴をしている。しかし、木星に非常に接近する不安定な軌道であり、木星の重力の影響で頻繁に軌道が変わる。
極端な例の場合、1949年5月14日から1961年7月15日の12年もの間、木星の衛星として木星の周回軌道に入っていたとされる。これは軌道解析で判明したものであり、実際に観測されたわけではない。串田・村松彗星は、ラグランジュ点のL2から木星の重力圏へと入り、少なくとも木星を一周、その後L1を経由してL1を中心とするような不規則な軌道をとりながら木星の重力圏から離脱している。これは、木星の周回軌道に乗っている事がわかった5番目の彗星である。ちなみに同じく木星の周回軌道に入っていて、1994年に木星に衝突したことで話題となったシューメーカー・レヴィ第9彗星は、串田・村松彗星が離脱したとされる1960年代には入れ替わるように木星の周回軌道に乗っている。
衛星でいるときに、特に木星に接近したのが3回あり、特に1952年8月26日には約105万km(0.0070AU)、木星半径の14.6倍まで接近した。
| 日付                       | 接近距離               | 接近距離     | 接近距離          | 木星への相対速度  |
| 日付                       | (AU)                   | (万km)       | (RJ)              | (km/s)            |
| -------------------------- | ---------------------- | ------------ | ----------------- | ----------------- |
| 1952年8月26.6日 +97 −106日 | 0.0070 +0.0014 −0.0012 | 105 +21 −19  | 14.61 +2.94 −2.61 | 15.45 +1.62 −1.38 |
| 1955年1月18日 +9.8 −10.0   | 0.0273 +0.0013 −0.0014 | 408 +20 −21  | 57.05 +2.82 −2.94 | 7.59 +0.22 −0.20  |
| 1960年1月20.86日 ± 0.02    | 0.220                  | 3292.9 ± 0.8 | 460.60 ± 0.11     | 2.73              |